# Fimbristylis cinnamometorum
Fimbristylis cinnamometorum är en halvgräsart som först beskrevs av Martin Vahl, och fick sitt nu gällande namn av Carl Sigismund Kunth. Fimbristylis cinnamometorum ingår i släktet Fimbristylis och familjen halvgräs. IUCN kategoriserar arten globalt som livskraftig. Inga underarter finns listade i Catalogue of Life.